# Плавильна піч

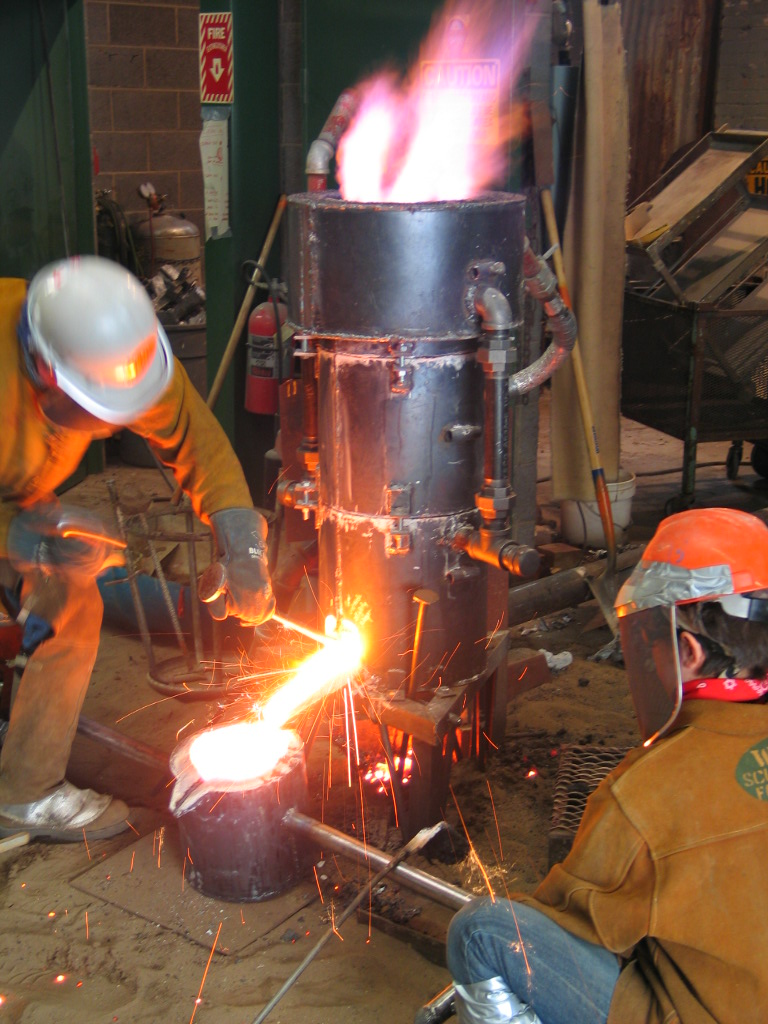
Малогабаритна вагранка в Університеті Вейна (Детройт, США)

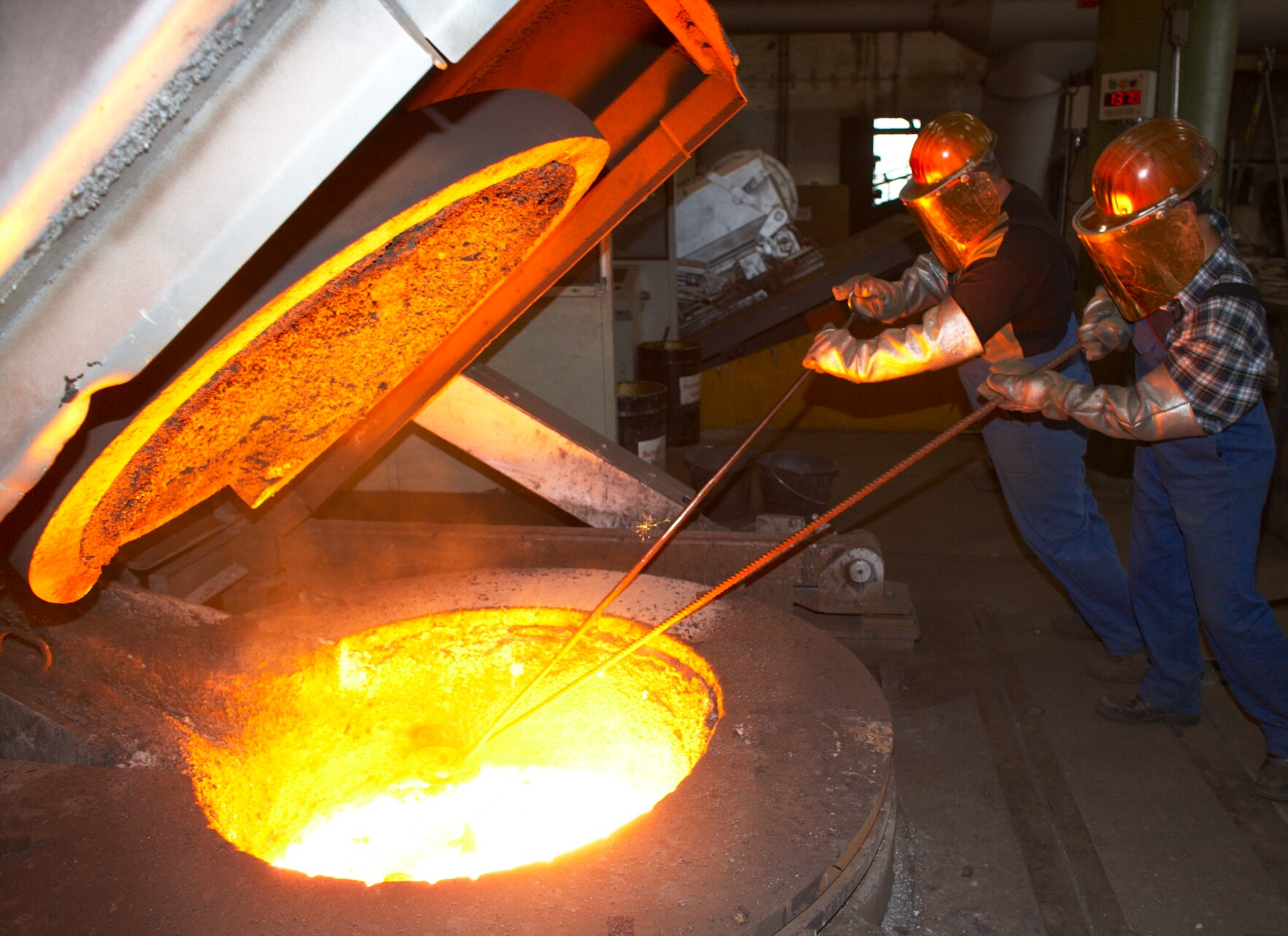
Сталевари біля відкритої індукційної тигельної печі

Плави́льна піч (англ. (s)melting furnance) — промислова піч, де матеріали плавлять, тобто нагрівають до температури, вищої за температуру їхнього плавлення.

## Історія
Перші печі, які споруджували для одноразового витоплення, — це невеликі заглибини в ґрунті, які обкладали високими, пласкими каменями або пасом кам'яного муру. Припускають, що в разі розміщення печей в зонах регулярних потужних вітрів (наприклад, в ущелинах гір) потрібну температуру витоплення (700 — 8000 °C) можна було забезпечити без примусового штучного дуття повітря . Але лише його використання змогло гарантувати високі температури витопу й уможливлювало стабільний перебіг металургійних процесів.
Спочатку процес дуття здійснювали силою легенів людини, використовуючи порожнисту трубку (тростину), кінець якої, щоби вберегти від займання, оснащували соплом (глиняною насадкою). Сопло спрямовували в нижню частину печі. Для забезпечення потрібного об'єму повітря кілька осіб вдували його одночасно.
Важливим винаходом, який проіснував у металургії протягом кількох тисячоліть, було створення міхів для повітряного дуття. Здавна для зберігання рідких та сипких речовин люди використовували міхи зі шкур тварин (бурдюки), які й послужили основою для нагнітальних пристроїв. Зазвичай шкуру вівці зшивали особливим чином, причому три нижні отвори зав'язували, а в четвертий вставляли сопло. До шийного отвору кріпили дві планки, що забезпечувало рух повітря, коли відкривали й закривали міх. З часом конструкція зазнала деяких змін — дві дерев'яні пласкі лопаті поєднували шкіряними складчастими стінками.

## Класифікація
Плавильні печі ливарного виробництва залежно від джерела теплоти поділяються на печі, в яких джерелом теплоти є:
- окиснення домішок металу (конвертори малого бесемерування);
- горіння палива (паливні печі на твердому, рідкому чи газоподібному паливі);
- електричний струм (дугові печі, індукційні печі, печі опору тощо).

Відповідно до виду металу, що плавиться, печі розподіляються на:
- сталеплавильні печі;
- печі для плавки чавуну;
- печі для плавки кольорових металів і сплавів.

## Сталеплавильні печі
До сталеплавильних печей ливарного виробництва належать:
- конвертери малого бесемерування з боковим продуванням;
- мартенівські печі;
- електросталеплавильні печі (дугові постійного або змінного струму, індукційні тигельні, електронно-променеві та плазмові), що можуть бути вакуумними.

## Печі для плавки чавуну
Для плавки чавуну в ливарному виробництві застосовуються як паливні, так і електричні печі.
До паливних чавуноплавильних печей належать, перш за все, вагранка, а також подові (стаціонарні та обертові) полуменеві печі.
З електричних печей для плавки або перегрівання рідкого чавуну використовуються індукційні тигельні печі, індукційні канальні міксери, а також звичайні дугові електропечі.

## Печі для плавки кольорових металів та їх сплавів
Для плавки кольорових металів та їх сплавів використовуються:
- паливні печі (стаціонарні та поворотні тигельні) та полуменеві печі;
- електричні печі (дугові, індукційні із осердям, печі опору).